# Catherine O’Hara
Catherine Anne O’Hara (ur. 4 marca 1954 w Toronto) – kanadyjsko-amerykańska aktorka filmowa i telewizyjna. Znana jest głównie z ról komediowych jako Delia w Soku z żuka, Kate McCallister w Kevin sam w domu i Kevin sam w Nowym Jorku, Sally w Miasteczko Halloween i cyklu filmów pseudodokumentalnych napisanych i wyreżyserowanych przez Christophera Guesta.

## Życiorys
Catherine Anne O’Hara urodziła się w Toronto, pochodzi z dużej irlandzkiej katolickiej rodziny. Rozpoczęła swoją karierę aktorską w 1974 jako członek obsady Drugiego Miasta w Toronto. Była dublerką dla Gildy Radner. Dwa lata później stworzyła serial telewizyjny SCTV, w którym była prowadzącą. O’Hara grała w telenoweli uwodzicielkę Sue Ellen.
Regularnie służy podkładem głosu w filmach animowanych. Podczas skróconego czasu pracy we wczesnych latach osiemdziesiątych została zatrudniona by zastąpić Ann Risley. Jednakże, wróciła na plan SCTV. Zagrała trzy role u Tima Burtona w Soku z żuka, Frankenweenie i Miasteczku Halloween. Zagrała matkę tytułowego bohatera w filmach Kevin sam w domu i Kevin sam w Nowym Jorku.

## Życie prywatne
W 1992 roku Catherine O’Hara poślubiła scenografa filmowego Bo Welcha. Mają dwóch synów: Matthew (ur. 1994) i Luke’a (ur. 1997).

## Filmografia

### Filmy fabularne
- 2024: Beetlejuice Beetlejuice jako Delia Deetz
- 2023: Pain Hustlers jako Jackie
- 2013: Rememory jako Carolyn
- 2013: The Right Kind of Wrong jako Tess
- 2012: Frankenweenie jako Susan Frankenstein (głos)
- 2011: Un monstre à Paris jako madame Carlotta
- 2010: Cat Tale jako Bessie (głos)
- 2010: Pan i pani Kiler (Killers) jako pani Kornfeldt
- 2010: Temple Grandin jako Ciocia Ann
- 2009: Para na życie (Away We Go) jako Gloria Farlander
- 2009: Gdzie mieszkają dzikie stwory (Where the Wild Things Are) jako Judith (głos)
- 2008: Good Behavior jako Jackie West
- 2007: Film `72 jako ona sama
- 2006: Barbie i 12 tańczących księżniczek (Barbie in the 12 Dancing Princesses) jako księżna Rowena (głos)
- 2006: Penelope jako Jessica Wilhern
- 2006: Radosne Purim (For Your Consideration) jako Marilyn Hack
- 2006: Mój brat niedźwiedź 2 (Brother Bear 2) jako Kata (głos)
- 2006: Straszny dom (Monster House) jako mama DJ-a (głos)
- 2006: Skok przez płot (Over the Hedge) jako Jeż Penny (głos)
- 2005: Kurczak Mały (Chicken Little) jako Tina (głos)
- 2005: Szósty mecz (Game 6) jako Lillian Rogan
- 2004: Lemony Snicket: Seria niefortunnych zdarzeń (Lemony Snicket's A Series of Unfortunate Events) jako sędzia Justycja Strauss
- 2004: Ciepła czapka (The Wool Cap) jako Gloria
- 2004: Przetrwać święta (Surviving Christmas) jako Christine Valco
- 2003: Koncert dla Irwinga (A Mighty Wind) jako Mickey Crabbe
- 2002: Kwaśne pomarańcze (Orange County) jako Cindy Beugler
- 2001: Sekrety miłości (Speaking of Sex) jako Connie Barker
- 2000: Edwurd Fudwupper Fibbed Big (głos)
- 2000: Medal dla miss (Best in Show) jako Cookie Guggelman Fleck
- 1999: Wczorajsza noc (Late Last Night) jako Shrink
- 1999: Bartok Wspaniały (Bartok the Magnificent) jako Ludmiła (głos)
- 1999: Zanim do tego dojdzie (The Life Before This) jako Sheena
- 1998: Miłość i frytki (Home Fries) jako pani Lever
- 1997: Nadzieja (Hope) jako Muriel Macswain
- 1997: Pippi Longstocking jako pani Prysselius (głos)
- 1996: Ostatnie takie lato (The Last of the High Kings) jako Cathleen
- 1996: Niezła sztuka (Waiting for Guffman) jako Sheila Albertson
- 1995: Niezwykła opowieść (Tall Tale) jako Calamity Jane
- 1994: Uśmiech losu (A Simple Twist of Fate) jako pani Simon
- 1994: Zawód: Dziennikarz (The Paper) jako Susan
- 1994: Wyatt Earp jako Allie Earp
- 1993: Miasteczko Halloween (The Nightmare Before Christmas) jako Sally, Shock (głos)
- 1992: Brudne pieniądze (There Goes the Neighborhood) jako Jessie Lodge
- 1992: Kevin sam w Nowym Jorku (Home Alone 2: Lost in New York) jako Kate McCallister
- 1990: Małe Vegas (Little Vegas) jako Lexie
- 1990: Kevin sam w domu (Home Alone) jako Kate McCallister
- 1990: Dick Tracy jako Texie Garcia
- 1990: Wesele Betsy (Betsy’s Wedding) jako Gloria Henner
- 1989: Andrea Martin... Together Again jako Dee Lee / Jane / Kitten / Holly Faun / Marcie
- 1989: I, Martin Short, Goes Hollywood jako Nancy Mae
- 1988: Sok z żuka (Beetlejuice) jako Delia Deetz
- 1987: Really Weird Tales jako Theresa Sharpe
- 1986: Zgaga (Heartburn) jako Betty
- 1985: Po godzinach (After Hours) jako Gail
- 1984: The Last Polka jako Lemon Twin
- 1983: Rock & Rule jako Ciocia Edith (głos)
- 1980: Double Negative jako Judith
- 1980: Nothing Personal jako Audrey
- 1980: You've Come a Long Way, Katie
- 1979: Intergalactic Thanksgiving jako Ma Spademinder (głos)
- 1978: Witch's Night Out jako Malicious (głos)
- 1976: The Rimshots

### Seriale telewizyjne
- 2015–2020: Schitt’s Creek jako Moira Rose
- 2013: To My Future Assistant jako Magda
- 2012−2013: Jake i piraci z Nibylandii (Jake and the Never Land Pirates) jako pani Jacquline (głos)
- 2012: Leslie jako Leslie
- 2012: Rockefeller Plaza 30 (30 Rock) jako pani Parcell
- 2011: Producing Parker jako Irene Covak
- 2009–2010: Glenn Martin DDS jako Jackie Martin
- 2009: Curb Your Enthusiasm jako Bam Bam
- 2003–2005: Sześć stóp pod ziemią (Six Feet Under) jako Carol Ward
- 2003: Odd Job Jack jako Claudia Johnson
- 2002: Bram i Alice (Bram and Alice) jako pani O’Connor
- 2001: Committed jako Liz Larsen
- 2000: MADt jako kobieta na randce
- 1995–2002: Po tamtej stronie (The Outer Limits) jako Becka Paulson
- 1991: Morton & Hayes jako Mimi Von Astor / Amelia Von Astor
- 1991–1993: The Hidden Room jako Laurel Brody
- 1990–1996: Życie jak sen (Dream On) jako Irma
- 1989: Simpsonowie (The Simpsons) jako Collette, kelnerka (głos)
- 1989–1996: Opowieści z krypty (Tales from the Crypt) jako Geraldine Ferrett
- 1988−1989: The Completely Mental Misadventures of Ed Grimley jako panna Malone (głos)
- 1987: Trying Times jako Rebecca
- 1983: SCTV Channel jako Clotta White / Essie / Melissa Humphries / Lola Heatherton
- 1981–1983: SCTV Network 90 jako Lola Heatherton / Dusty Towne / Katharine Hepburn / Różne role (1981–1982)
- 1976–1981: Second City TV jako Lola Heatherton / Inne role (1976–1978)
- 1975: Coming Up Rosie jako Myrna Wallbacker

### Scenariusz
- 1989: Andrea Martin... Together Again
- 1981–1983: SCTV Network 90
- 1976–1981: Second City TV

### Reżyser
- 1995–2002: Po tamtej stronie (The Outer Limits)
- 1990–1996: Życie jak sen (Dream On)